# 彦根城博物館

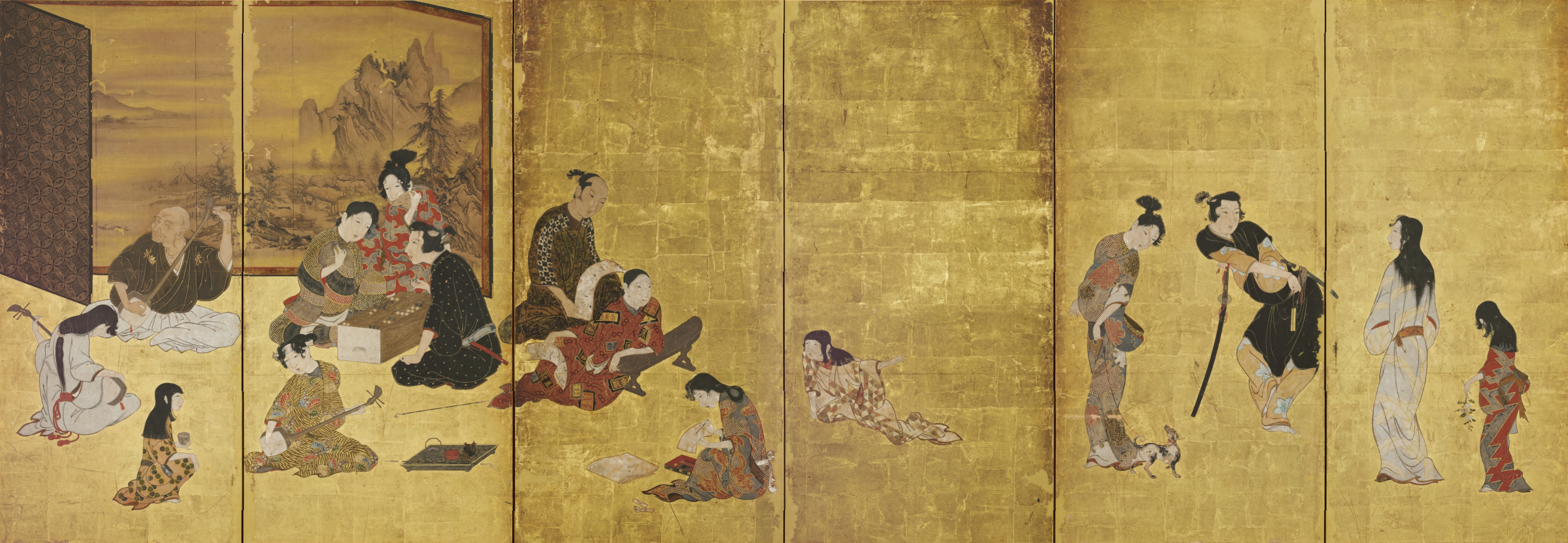
風俗図（彦根屏風）（国宝）

彦根城博物館（ひこねじょうはくぶつかん）は滋賀県彦根市金亀町にある彦根市立の歴史博物館である。

## 歴史・概要
彦根市の市政50周年を記念し、1987年（昭和62年）2月12日に開館した博物館である。
当館の開設に伴って、井伊美術館は1986年（昭和61年）11月30日に閉館し、収蔵品を彦根市に寄贈することになった。
そのため、当館は開館時点で約2万点の美術品や歴史資料など収蔵・展示する博物館として開館することになった。
当館の敷地は江戸時代の彦根藩の政庁で明治時代に取り壊された彦根城の表御殿跡であることから、その遺構の保存と歴史博物館建設を巡る論争があり、1983年（昭和58年）9月から発掘の予備調査が行われた。この予備調査は同年12月に米蔵の石組みなど発掘され、翌年の1984年（昭和59年）に全面的な発掘調査を実施することになった。
全面的な発掘調査により彦根城表御殿は古絵図と一致することが遺構として確認され、能舞台遺構でプール状になった共鳴箱を確認するなどの成果を得て同年9月に終了した。
こうした調査などを踏まえて、当館の建設の是非が議論され、1984年（昭和59年）11月24日に文化財保護審議会で表御殿跡地への当館建設が承認された。
建物は事業費約27億円を投じて、当地に在った彦根城の表御殿を古絵図などから復元したものである。復元設計は建築家の早川正夫による。
また、能舞台は岩手県から当地に約110年ぶりに再移築して復元したもので、1987年（昭和62年）2月8日の完成式典で能舞台開きが行われた。

## 沿革
- 1983年（昭和58年）
  - 9月 - 「彦根城博表御殿跡」発掘の予備調査を開始[7]。
  - 12月 - 「彦根城博表御殿跡」発掘の予備調査を完了[8]。
- 1984年（昭和59年）
  - 1月 - 「彦根城博表御殿跡」の全面的な発掘調査を開始[9]。
  - 4月28日 - 彦根市の市制施行50周年記念事業として、「彦根城博物館」計画の概要を発表[4]。
  - 6月12日 - 地元経済界や学者などが「彦根城博物館建設後押しすすめる会」を設立[16]。
  - 9月 - 「彦根城博表御殿跡」の全面的な発掘調査を完了[11]。
  - 11月24日 - 文化財保護審議会が表御殿跡地への建設を承認[12]。
- 1985年（昭和60年）
  - 3月20日 - 起工式[17]。
  - 8月 - 展示資料の調査に着手[18][19]。
- 1986年（昭和61年）
  - 11月30日 - 「井伊美術館」が閉館し[5]、収蔵品を彦根市に寄贈[2]。
  - 12月11日 - 展示品の搬入を開始[20]。
  - 12月26日 - 博物館の建築を彦根市に引き渡し[21]。
- 1987年（昭和62年）
  - 2月8日 - 完成式典[22]、[15]。初代館長に井伊正弘就任[23][24]。
  - 2月12日 - 開館[3]。
  - 8月21日 - 茶席開き[25]。
- 1989年（平成元年）
  - 7月 - 表御殿発掘記録の報告書を発刊[26]。
  - 8月 - 「研究紀要」を発刊[27]。
- 1991年（平成3年）
  - 3月24日 - 入館者50万人を達成[28]。
- 1996年（平成8年）
  - 4月 - 「侍中由緒帳 第3巻」を発刊[29]。
  - 8月 - 「宇津木家」の古文書 調査報告書を発刊[30]。
  - 5月31日 - 入館者100万人を達成[31]。
  - 6月 - 佐竹永海の「山水人物図」などを購入し、収蔵[32]。
- 1997年（平成9年）
  - 5月 - 彦根藩主の墨絵や書状などを購入し、収蔵[33]。
  - 8月 - 「侍中由緒帳 第4巻」を発刊[34]。
- 1998年（平成10年）
  - 8月 - JRAの「馬事文化賞」を受賞[35][注釈 1]。
  - 4月 - 「侍中由緒帳 第5巻」を発刊[38]。
  - 5月 - 「歌合貼交屏風」の寄贈を受け、収蔵[39]。
- 1999年（平成11年）
  - 5月 - 「侍中由緒帳 第5巻」を発刊[40]。
  - 6月 - 佐竹永海の「花卉図」と「富士図」を購入し、収蔵[41][42]。
  - 5月 - 江戸期の古文書や武芸史料など356件の寄贈を受け、収蔵[43]。
- 2000年（平成12年）
  - 5月 - 「切支丹御改帳」など彦根藩に関する資料6件を購入し、収蔵[44]。
- 2008年（平成20年）
  - 5月 - 国宝・彦根屏風や足軽屋敷など研究成果を集めた報告書を発刊[45][46]。
  - 11月 - 井伊14代当主肖像画など彦根藩の資料の寄贈を受け、収蔵[47]。
- 2009年（平成21年）
  - 7月 - 井伊直孝の書状などを購入し、収蔵[48]。
  - 11月2日 - 入館者250万人を達成[49]。
- 2010年（平成22年）
  - 6月 - 里見義政に与えた知行証明書など3通の書状を購入し、収蔵[50][51]。
  - 7月 - 日下部鳴鶴の書など資料51点の寄贈を受け、収蔵[52][53]。
- 2014年（平成26年）
  - 10月1日 - 設備改修のため長期休館[54]。
- 2015年（平成27年）
  - 6月1日 - 新装開館[55]。

## 主な収蔵品
開館時点で、閉館した「井伊美術館」の所蔵していた井伊家の美術品や彦根藩に関する古文書などを継承し、約2万点の美術品や歴史資料など収蔵・展示していた。
井伊家に伝来した美術品約6千点、彦根藩に関する古文書約3万5千点など。甲冑、刀剣武具、絵画、能装束、茶道具、日本の楽器などが主なものである。

### 国宝
- 紙本金地著色風俗図（彦根屏風）

### 重要文化財（国指定）
- 我宿蒔絵硯箱
- 太刀 銘国宗（二代）
- 太刀 銘国宗（伯耆）
- 彦根藩井伊家文書 27,800通

## 復元
復元するにあたって大きく4つの部分に分けられる。
1. 御殿の表向部分 - 鉄筋コンクリートの外観復元[4]、展示スペース収蔵スペースとして使用
2. 木造復元部分 - 藩主の住居や茶室
3. 庭園復元部分
4. 移築能舞台部分 - 岩手県から当地に約110年ぶりに再移築して復元[14]

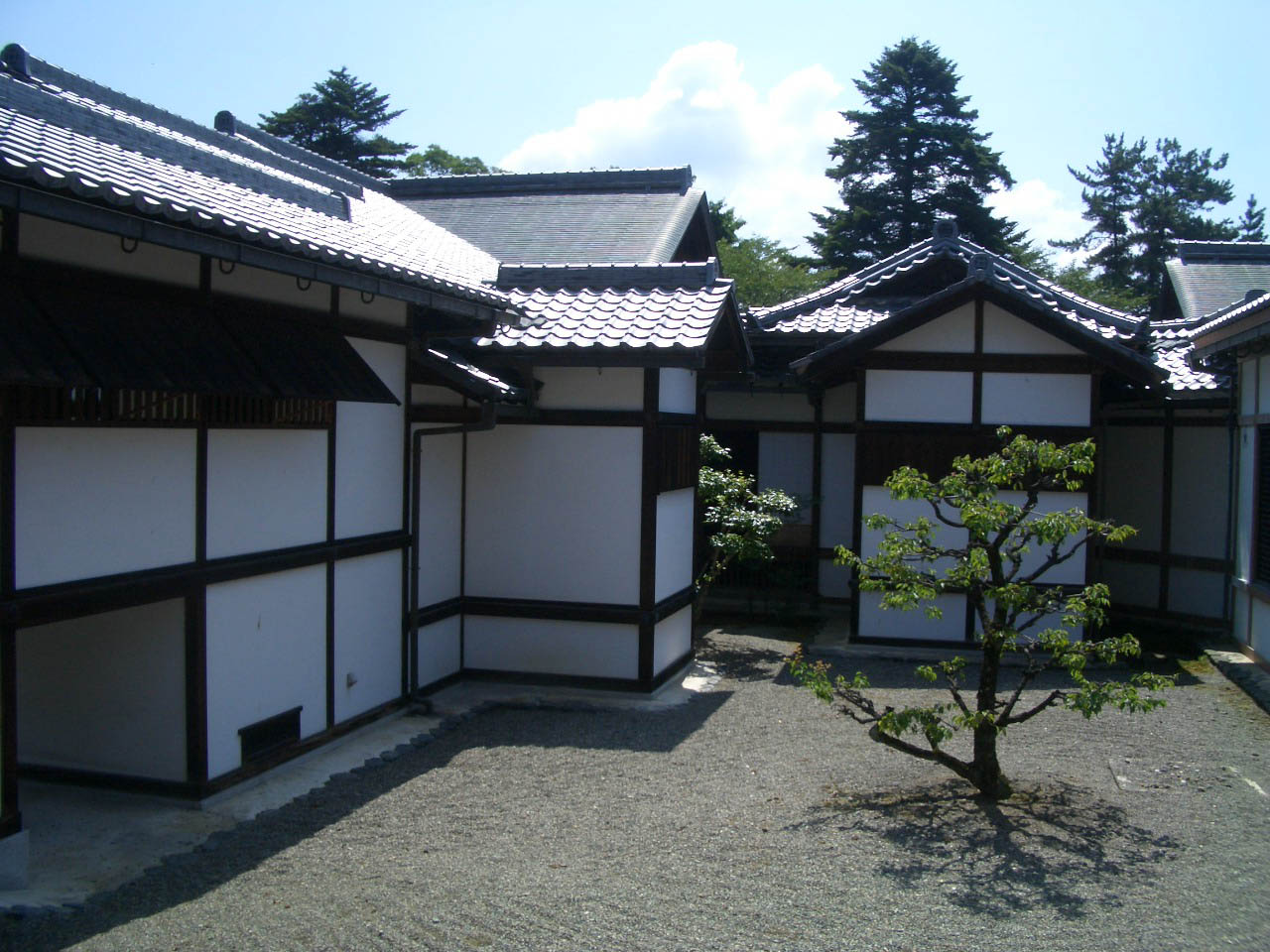
表御殿の中庭
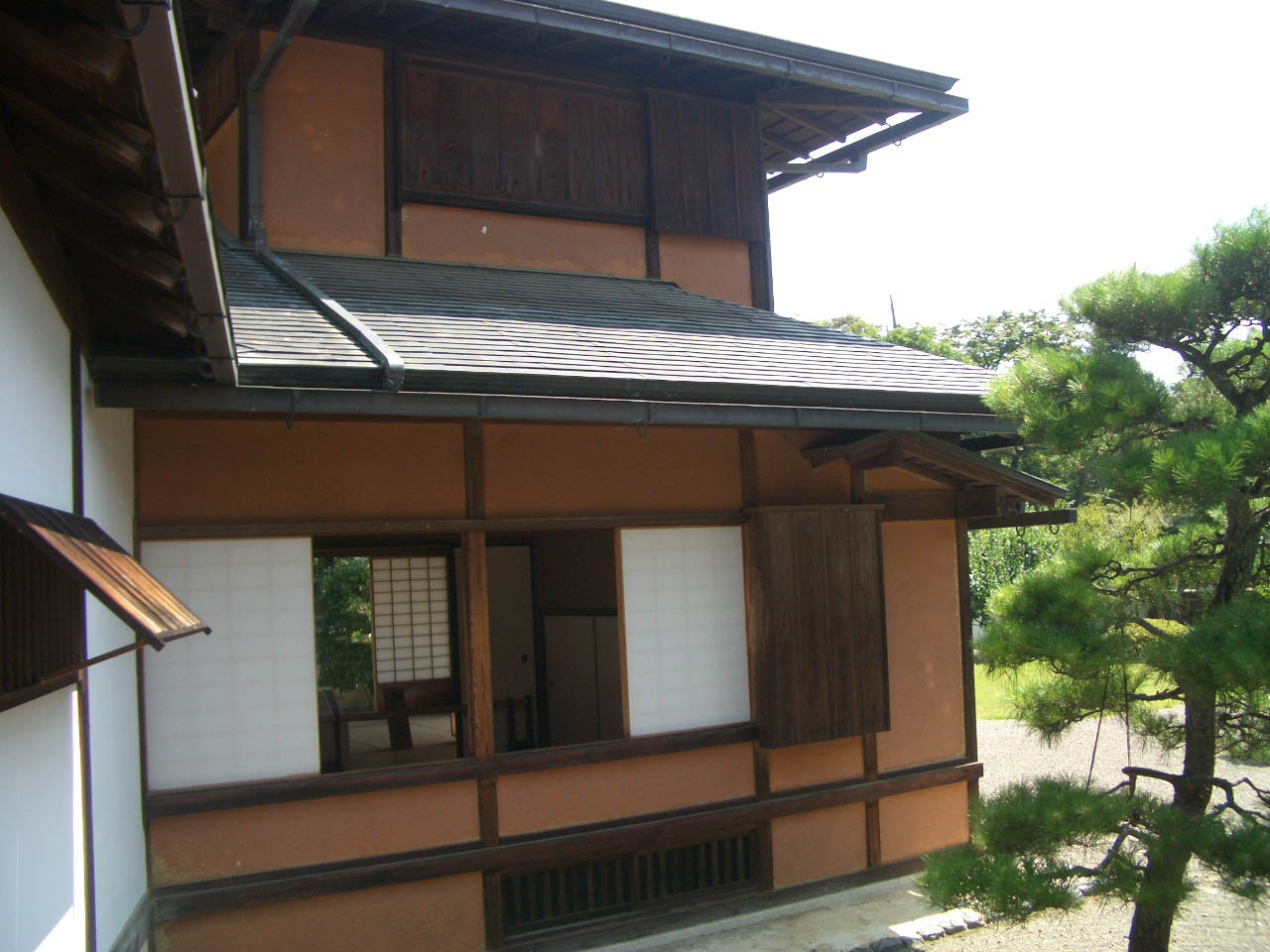
木造御殿
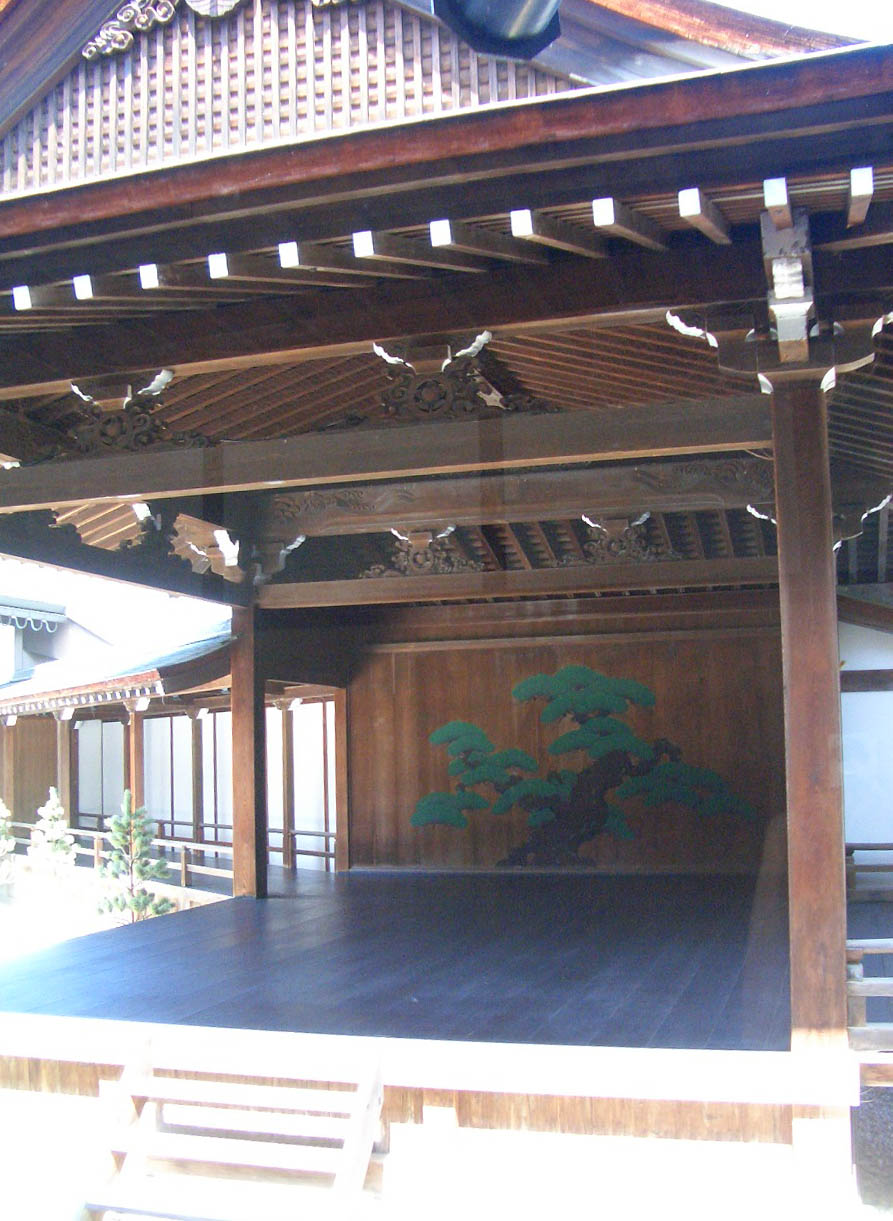
移築能舞台

### 庭園
庭園は池を中心とした池泉庭園という構造で、「御座之御間」という藩主の居間からの眺めを中心に、庭にも散策路が設けられている。この庭園は古い時代の古絵図には記載されていないことから、江戸時代後期に築かれたと想定されている。復元にあたっては、発掘調査を実施し池の規模などは判明したが、庭石は地下部分にもなく、築山も掘削され整地し小山の大きさなどが不明となっていた。そこで、庭園が詳細に描かれている古絵図を中心に、庭石、築山を築き復元しなおしている。ただし、築山の左奥の竹垣にあった茶室「不待庵」と待合の「鴬谷」は復元されていない。

## 施設情報
- 開館時間
  - 開館時間:8時30分

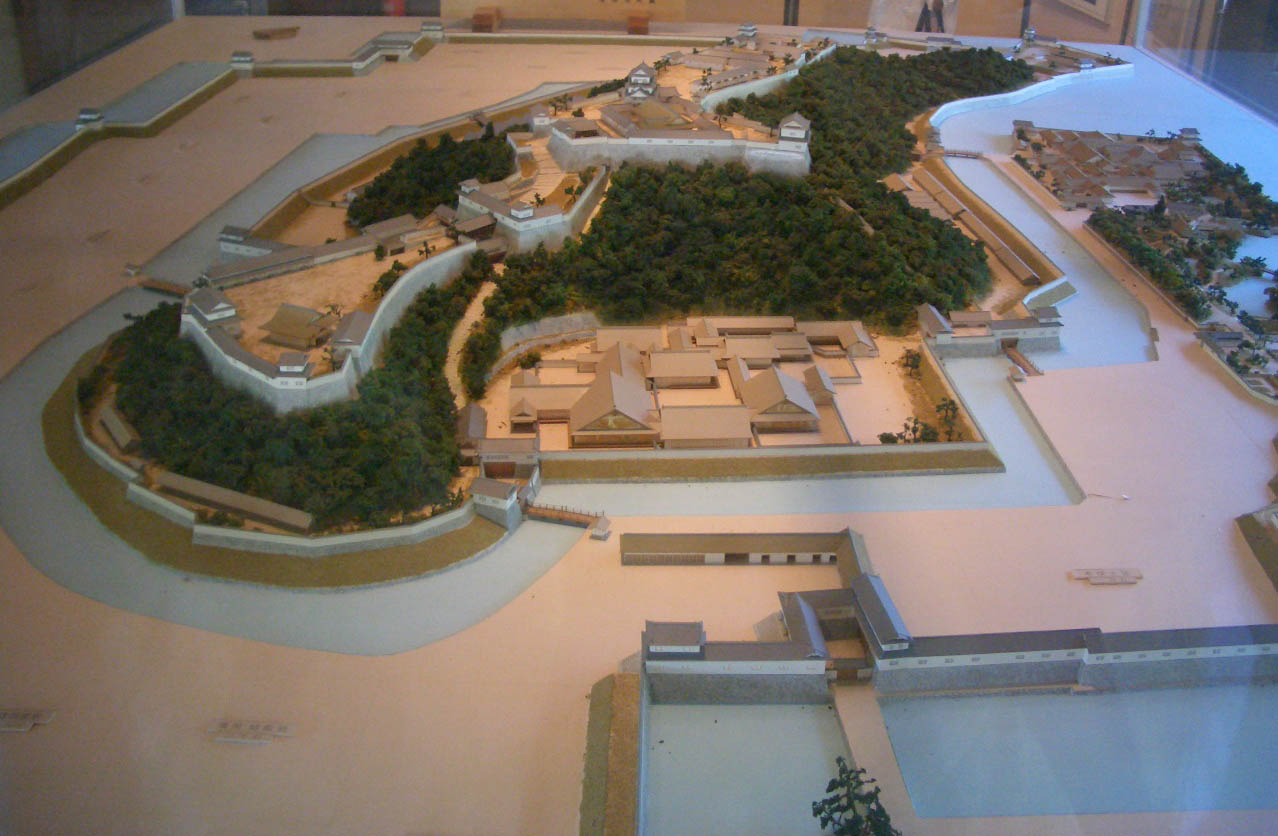
彦根城の復元模型/手前が表御殿

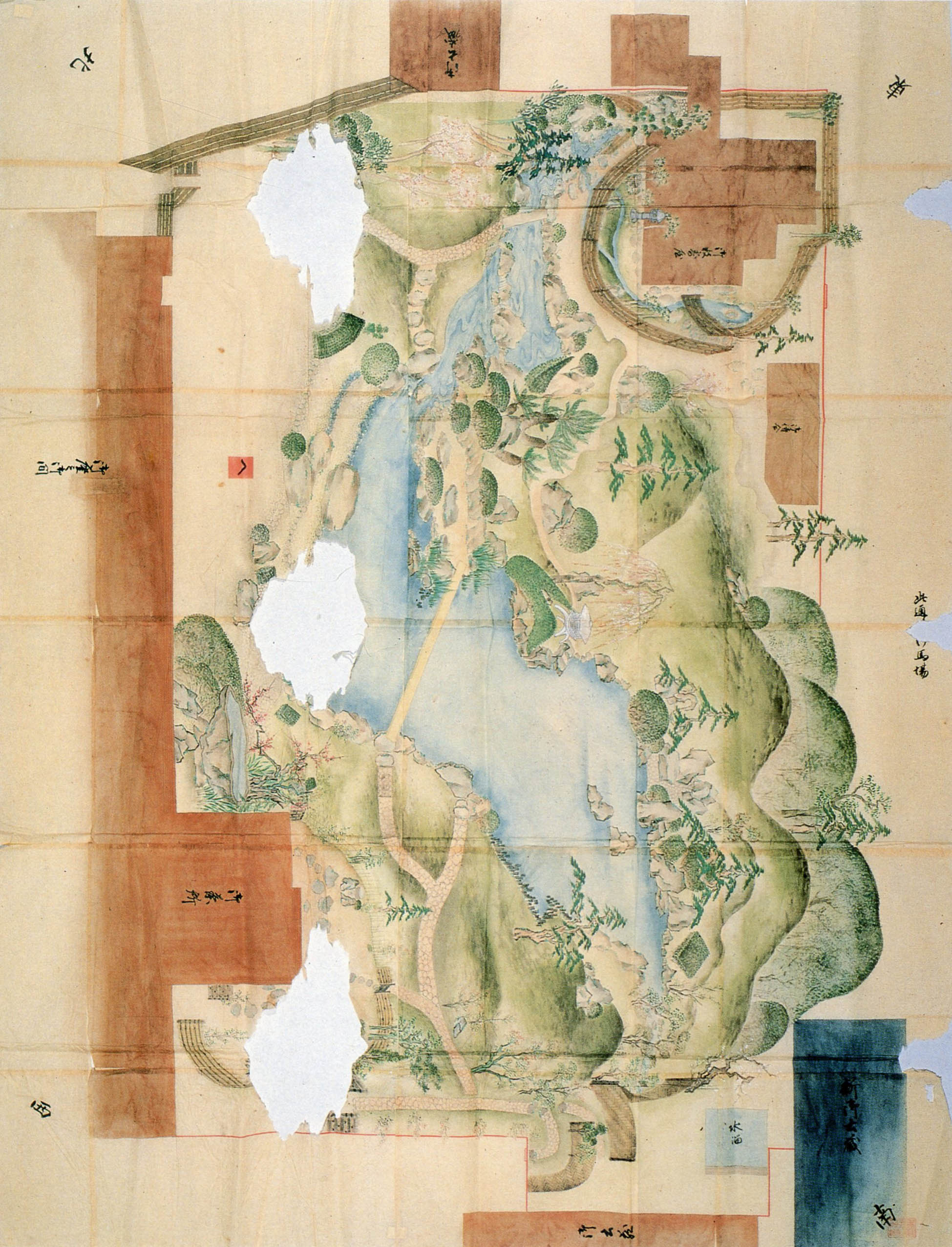
表御殿御庭絵図

  - 閉館時間:17時（入館受付時間:16時30分）
- 休館日
  - 毎年12月25日 - 12月31日
- 入館料
  - 500円
  - 中学生以下は250円

## 交通アクセス
- 電車でのアクセス
  - JR琵琶湖線彦根駅 徒歩約15分
- 車でのアクセス
  - 名神高速道路彦根インターチェンジから国道306号
  - 彦根城に有料駐車スペース有